# Westerveld
Westerveld – gmina w prowincji Drenthe w Holandii. W 2014 roku populacja wyniosła 18 902 mieszkańców. Powstała w 1998 roku z połączenia gmin Havelte, Diever, Dwingeloo i Vledder.
Przez gminę przechodzą autostrada A32 oraz drogi prowincjonalne N371, N352 oraz N855.

## Miejscowości
Stolicą gminy jest miejscowość Diever.
| Nazwa          | Populacja | Nazwa       | Populacja | Nazwa         | Populacja w 2010 roku |
| -------------- | --------- | ----------- | --------- | ------------- | --------------------- |
| Havelte        | 3.645     | Darp        | 610       | Frederiksoord | 215                   |
| Diever         | 2.710     | Nijensleek  | 525       | Havelterberg  | 205                   |
| Dwingeloo      | 2.675     | Geeuwenbrug | 445       | Boschoord     | 195                   |
| Vledder        | 1.965     | Zorgvlied   | 410       | Wittelte      | 140                   |
| Uffelte        | 1.440     | Lhee        | 370       | Lheebroek     | 130                   |
| Wilhelminaoord | 915       | Vledderveen | 355       | Leggeloo      | 130                   |
| Wapserveen     | 790       | Eemster     | 325       | Doldersum     | 115                   |
| Wapse          | 625       | Dieverbrug  | 300       | Westeinde     | 115                   |